# Terriente
Terriente è un comune spagnolo di 171 abitanti situato nella comunità autonoma dell'Aragona.